# Structure hyperboloïde

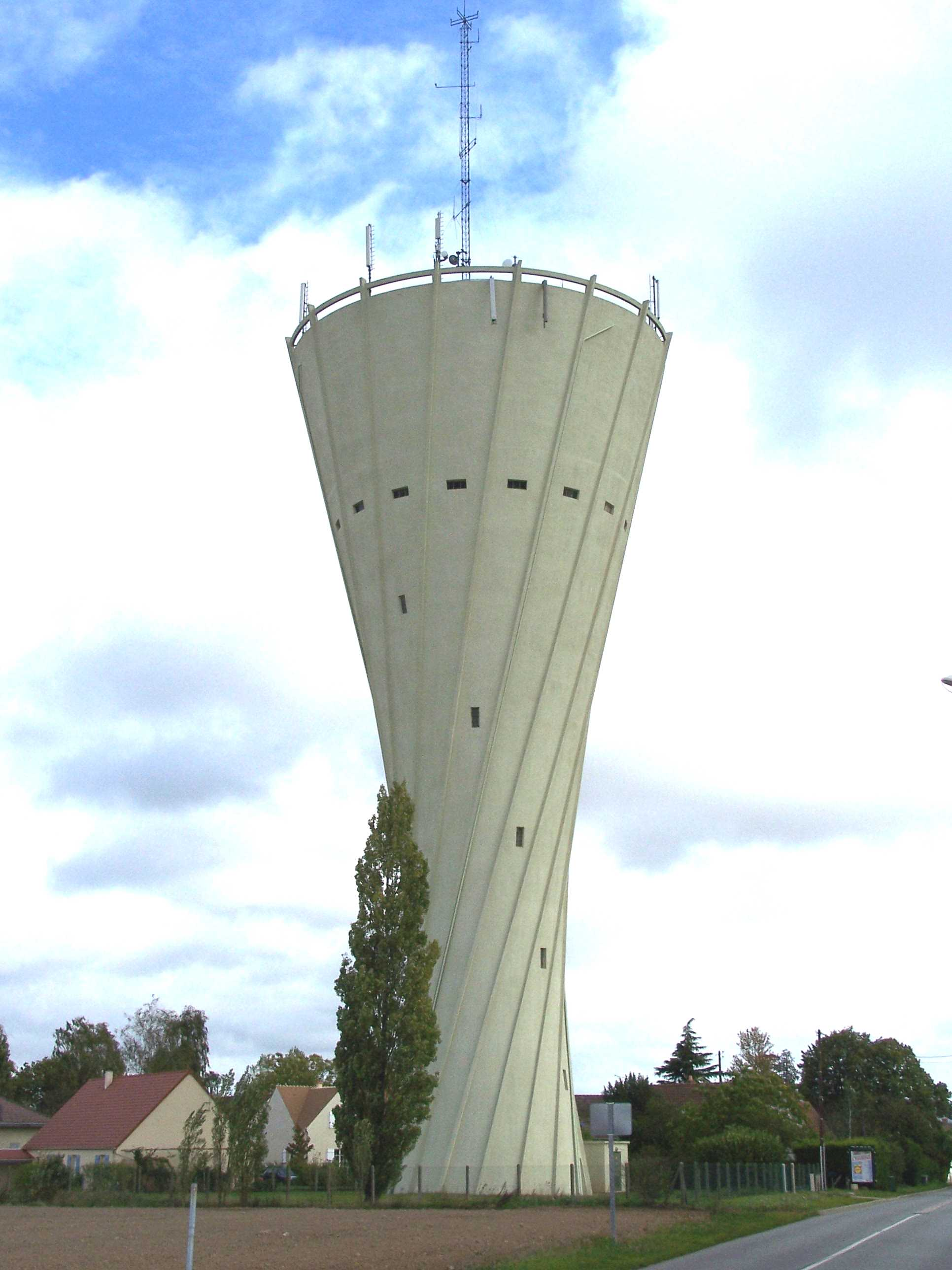
Un château d'eau de forme hyperboloïde aux Essarts-le-Roi. On y voit la génératrice marquée architecturalement sur le pied creux et le réservoir qui se confondent et dont on voit les limites par les jours de l'accès; Le réservoir est un voile mince de béton sous tensions, le pied un voile sous compression.

Les structures à nappe hyperboloïde sont généralement des treillis ou des ossatures épousant la forme d'un hyperboloïde à une nappe.
Leur coque extérieure est armée par des armatures droites combinées pour former une ou deux familles d'hélices entrecroisées. Leur géométrie est celle d'une surface réglée (génératrice) : on n’emploie pour l’essentiel de l’armature de ces structures, qu’elles soient ajourées ou pleines, que des poutres droites, auxquelles s’ajoutent des cerces de contreventement dans les structures légères. Les grandes tours en hyperboloïde présentent une traînée faible.

## Historique
En pratique cette géométrie est présente par exemple dans les sièges, les paniers et les nasses de pêche. On connait les propriétés mathématiques de l’hyperboloïde depuis l'étude des coniques dans l'Antiquité.
Cette géométrie ne s'est manifestée dans l'architecture qu'à partir de la première moitié du XXe siècle, avec le fonctionnalisme et le constructivisme. La structure hyperboloïde de Polibino (Russie) est la première structure de ce type au monde, contruite à claire-voie en acier. Elle fut construite pour l’Exposition Pan-russe de l'Industrie et de l'Artisanat de 1896 de Nijni Novgorod. Elle est l'œuvre de l'ingénieur et scientifique russe Vladimir Choukhov.  Cette structure, capable de supporter un réservoir de 100 m3 et qui comportait une tour porteuse d'une hauteur de 26 m, suscita l'admiration des visiteurs.
Depuis, les structures hyperboloïdes ont été utilisées par plusieurs architectes réputés :  Le Corbusier, Oscar Niemeyer, Philolaos. Aujourd'hui, la plupart des aéroréfrigérants sont conçus sur ce principe ; outre la relative simplicité du coffrage, ils offrent de bonnes propriétés hydrodynamiques (tirage des fumées de refroidissement).
Une autre forme s'apparente à celle de l'hyperboloïde, la forme à double courbure inverse non développable (saddle-shape) du Paraboloïde. Malgré un système d'appui différent, on peut rapprocher le principe des constructions caténaires en parabole de Gaudí, que cet architecte a employées à la Sagrada Família, des hyperboloïdes de révolution de Choukhov.
La Russie a conservé jusqu'à aujourd'hui sept des tours conçues par Choukhov, dont la tour de la radio de Moscou, haute de 160 m. Le pylône Choukhov haut de 128 m, sur les rives de l'Oka non loin de Nijni Novgorod, est le dernier pylône électrique affectant cette géométrie.

## Exemples de structures à nappe hyperboloïde
- Tours d'observation de l’USS Colorado et de l’USS West Virginia (années 1920)
- Structure hyperboloïde de Polibino
- Tour de télévision et de tourisme de Canton
- Sagrada Família
- Phare d'Adziogol
- Tour du port de Kōbe
- Schlossbergturm, Fribourg-en-Brisgau, Allemagne
- Tour de Ještěd (République tchèque)
- Phare Ylliam (Suisse)

Structures autoportantes
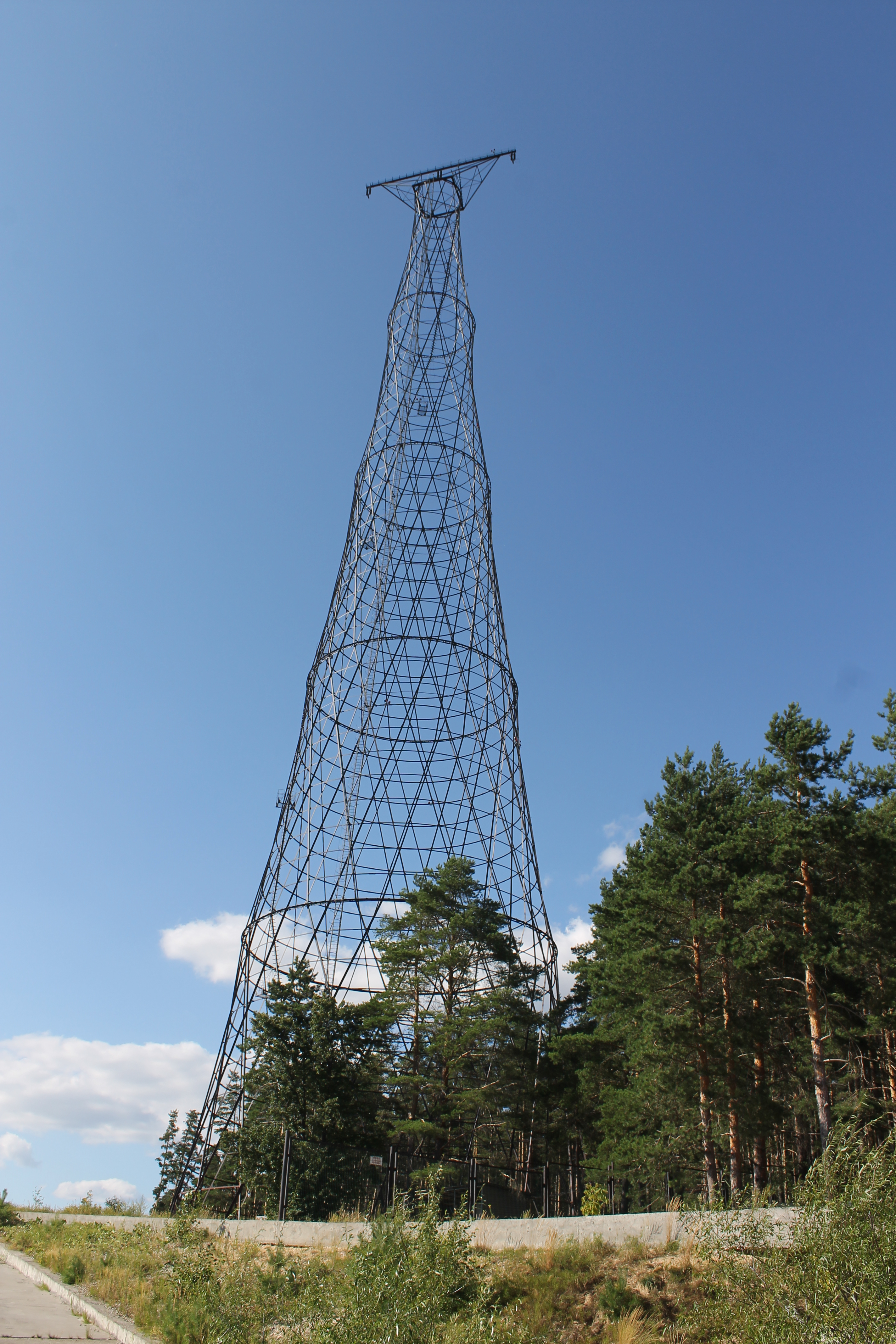
Pylône Choukhov, plusieurs nappes hyperboloïdes centrées superposées sur cerclage, (construit entre 1927 et 1929) réseau électrique de Nijni Novgorod.
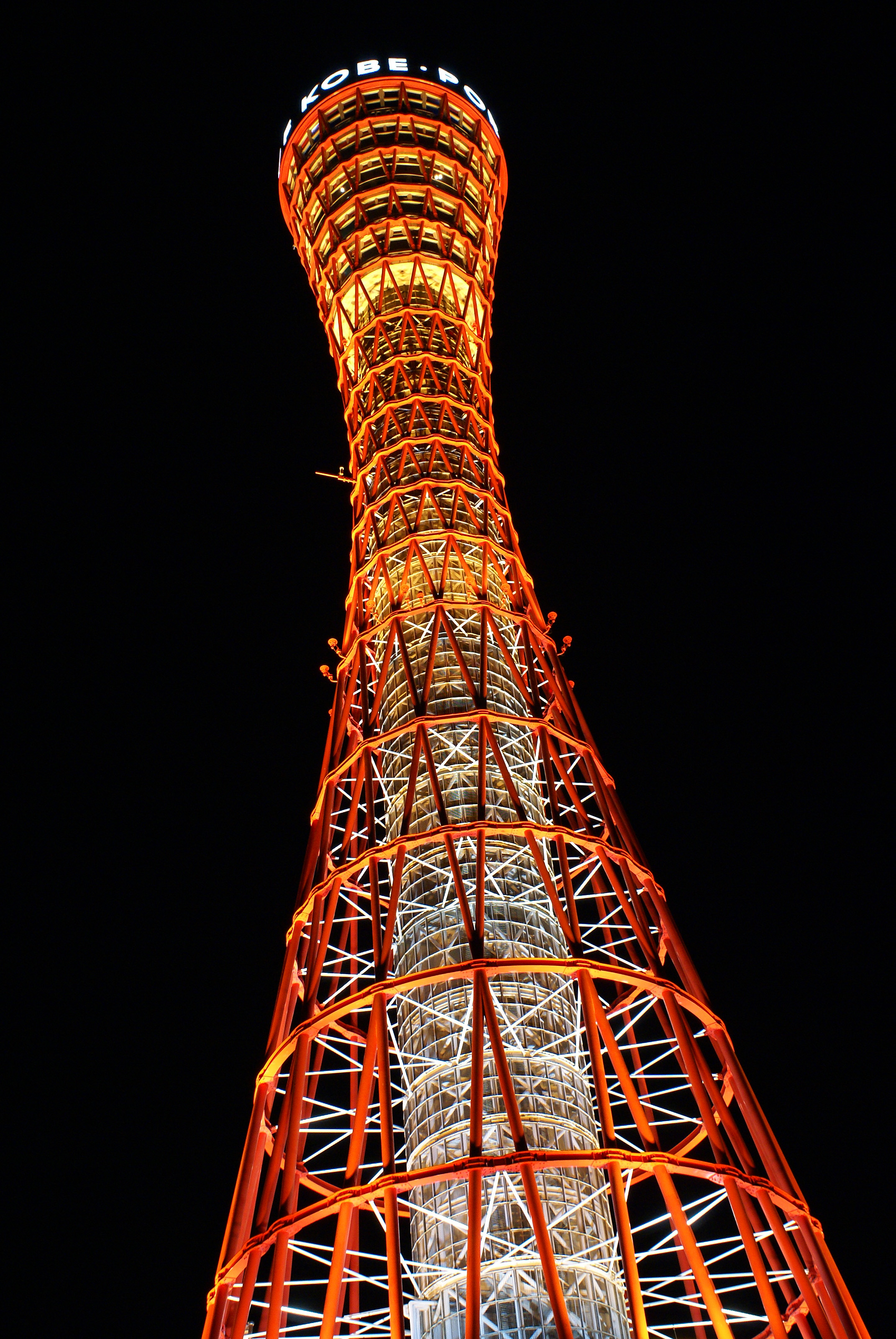
Tour du port de Kōbe, 1963, haute de 108 mètres
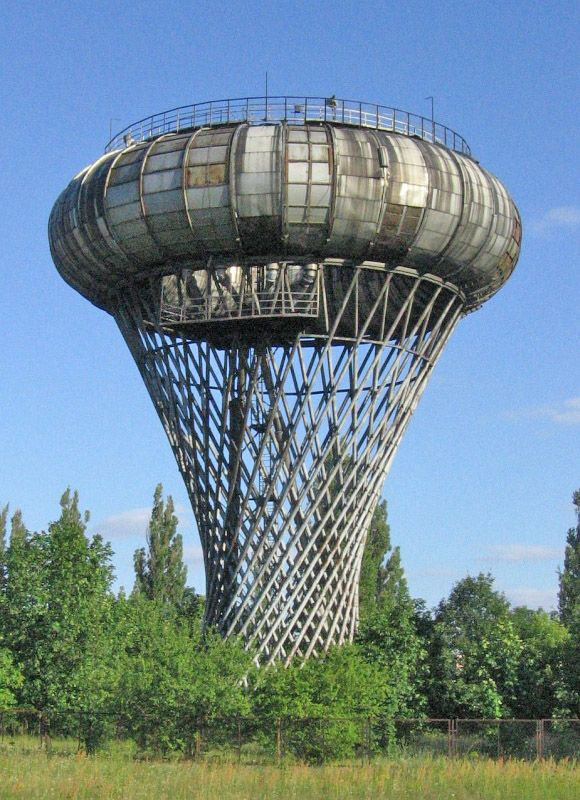
Ciechanów Château d'eau, Jan Bogusławski, 1972.
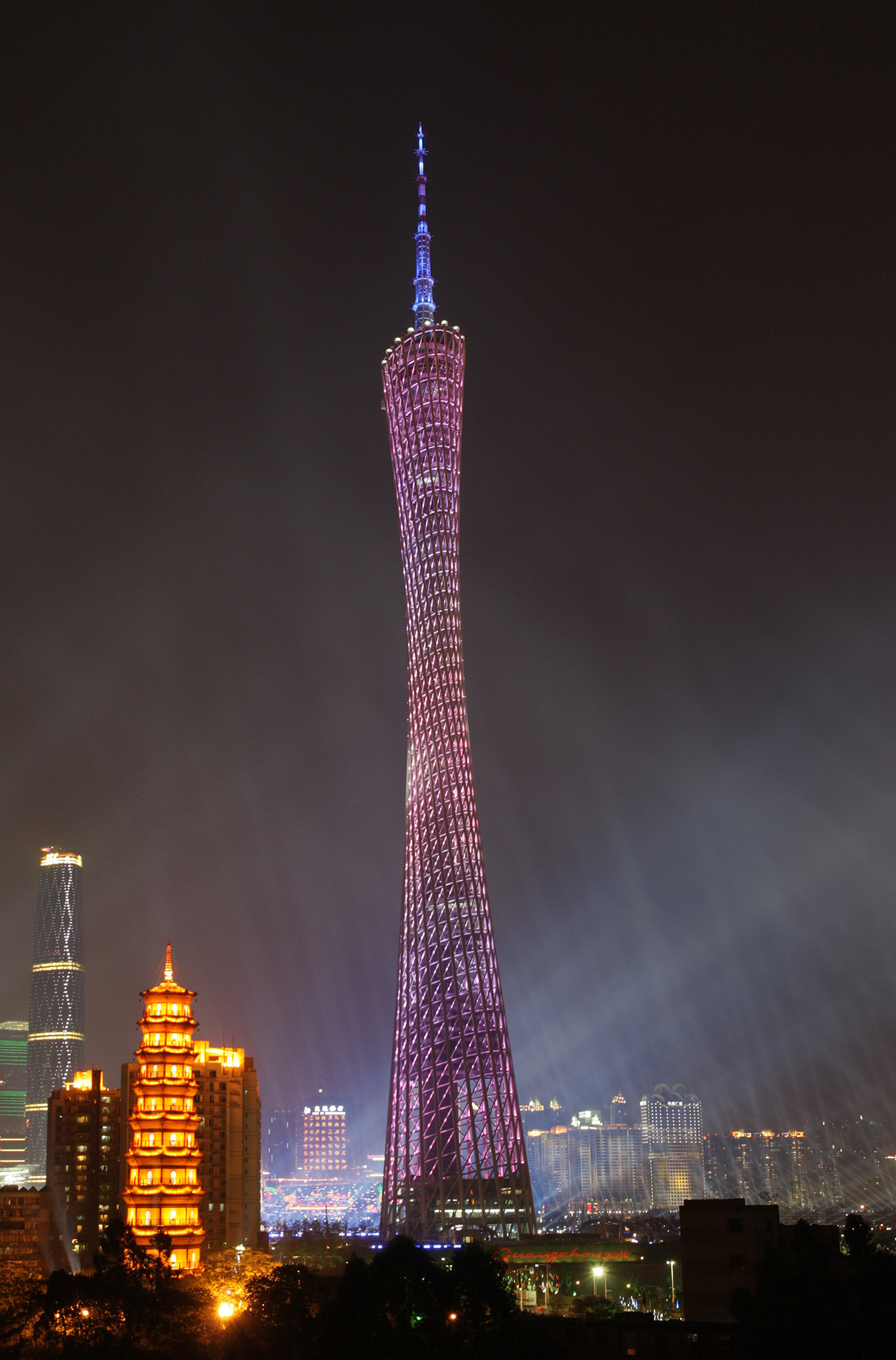
Tour Canton, haute de 600 mètres est la plus grande structure hyperboloïde et parmi les 10 plus hautes constructions au monde, 2009.

Architecture civile et religieuse
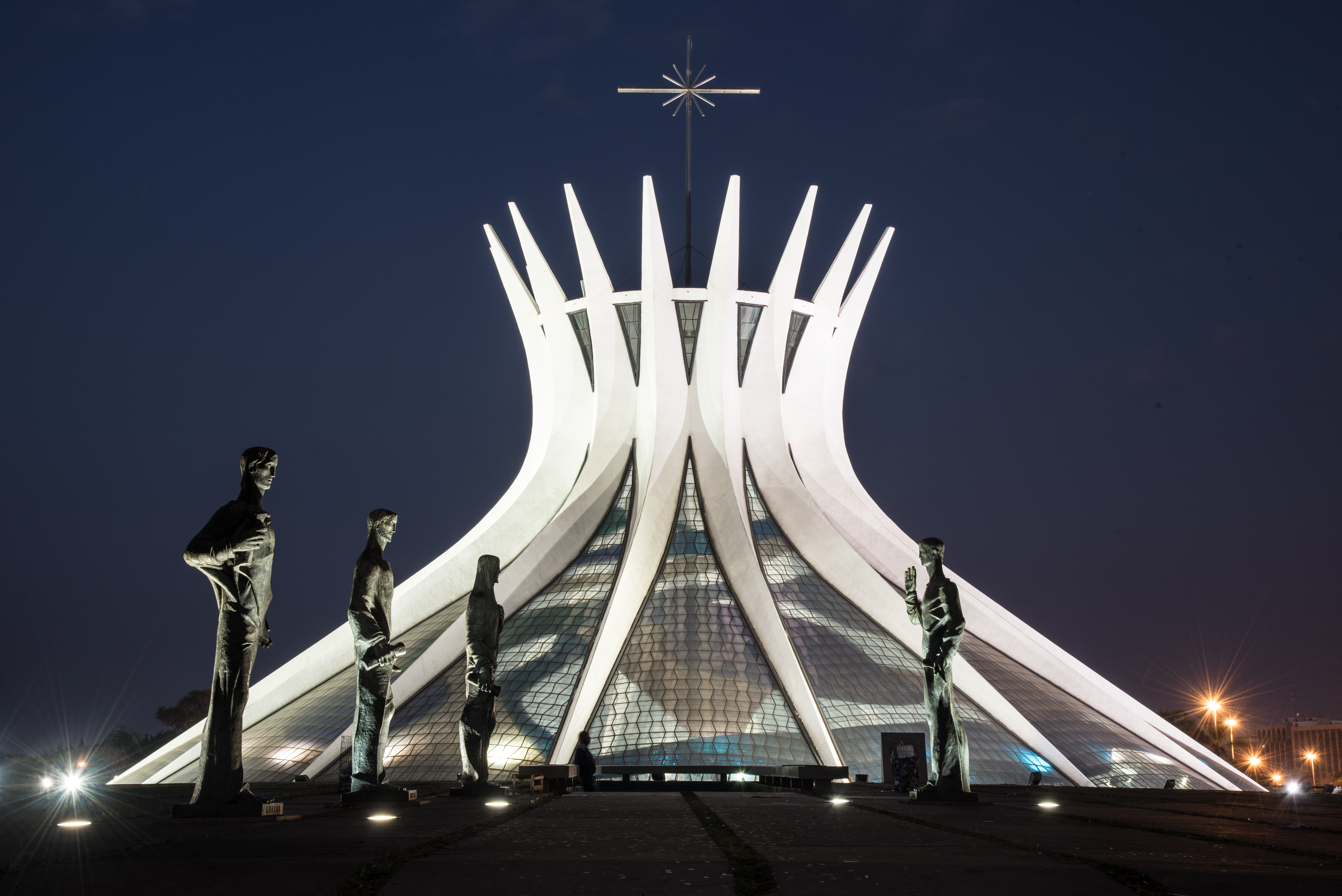
Oscar Niemeyer : Cathédrale de Brasilia (1970).
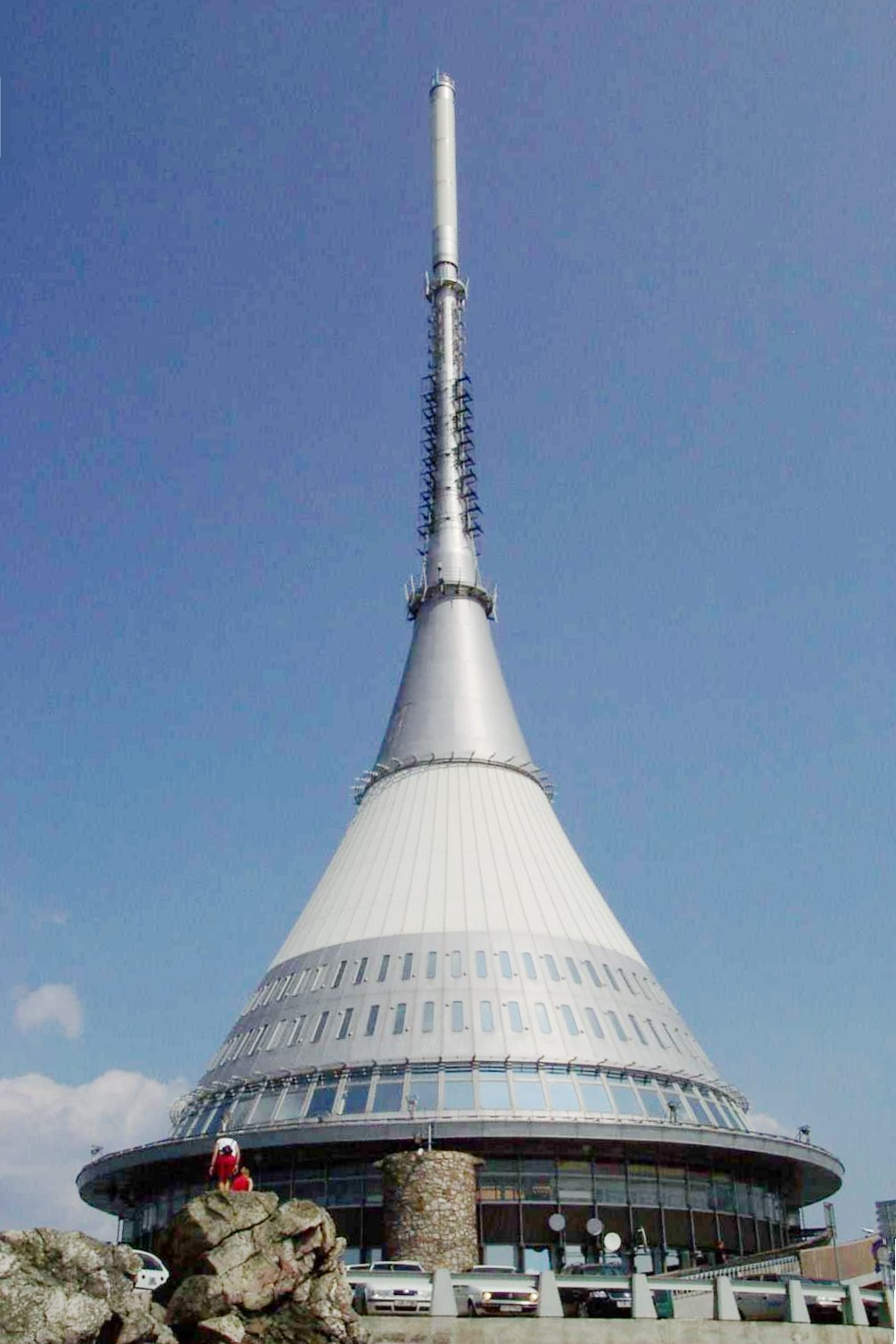
Karel Hubáček : Tour de Ještěd à Liberec (1966–1973).
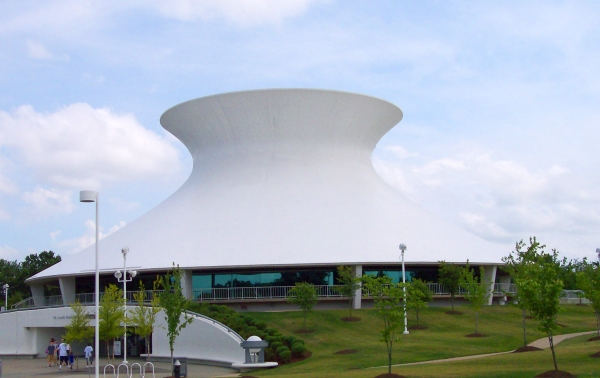
Gyo Obata (en) : Planétarium James S. McDonnell, Science Center de Saint-Louis (1991).

Architecture industrielle
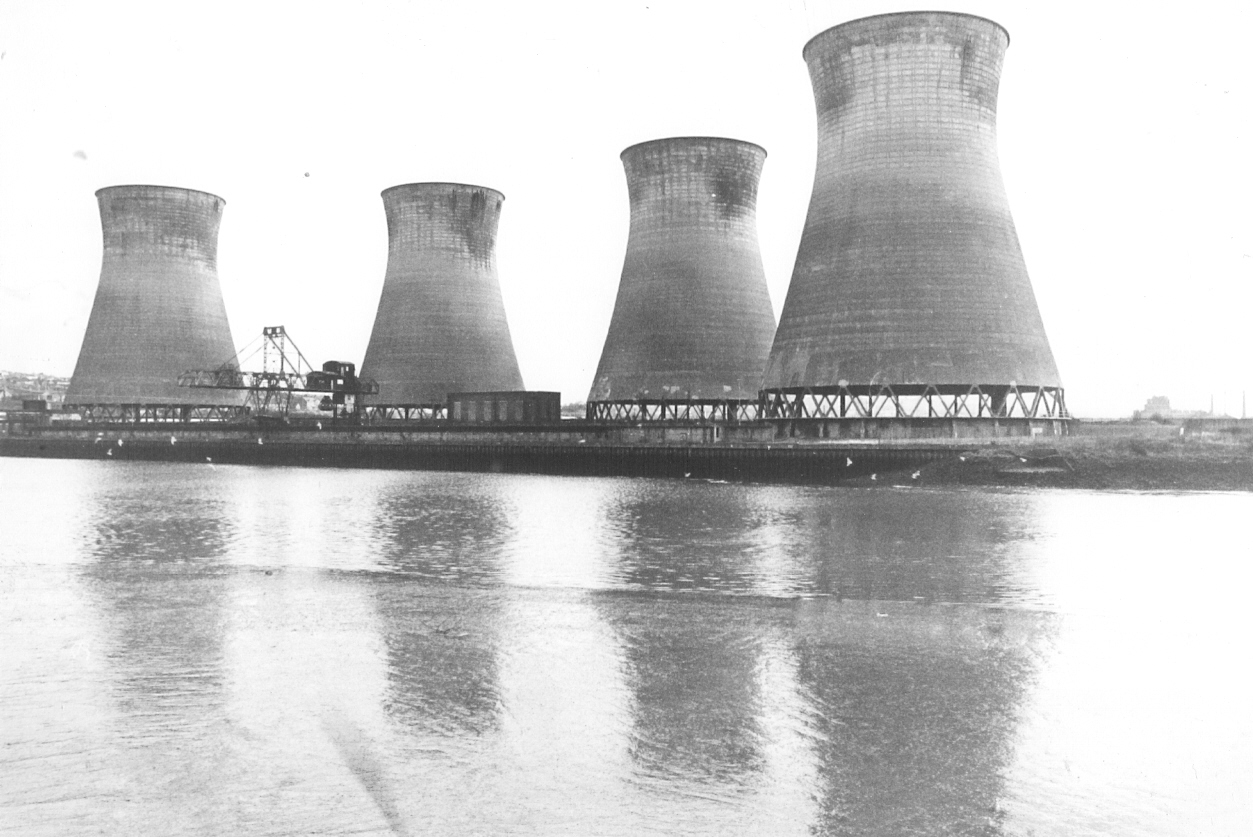
La centrale nucléaire Stella de Blaydon (1951), fut la première équipée d'aéroréfrigérants de ce type.
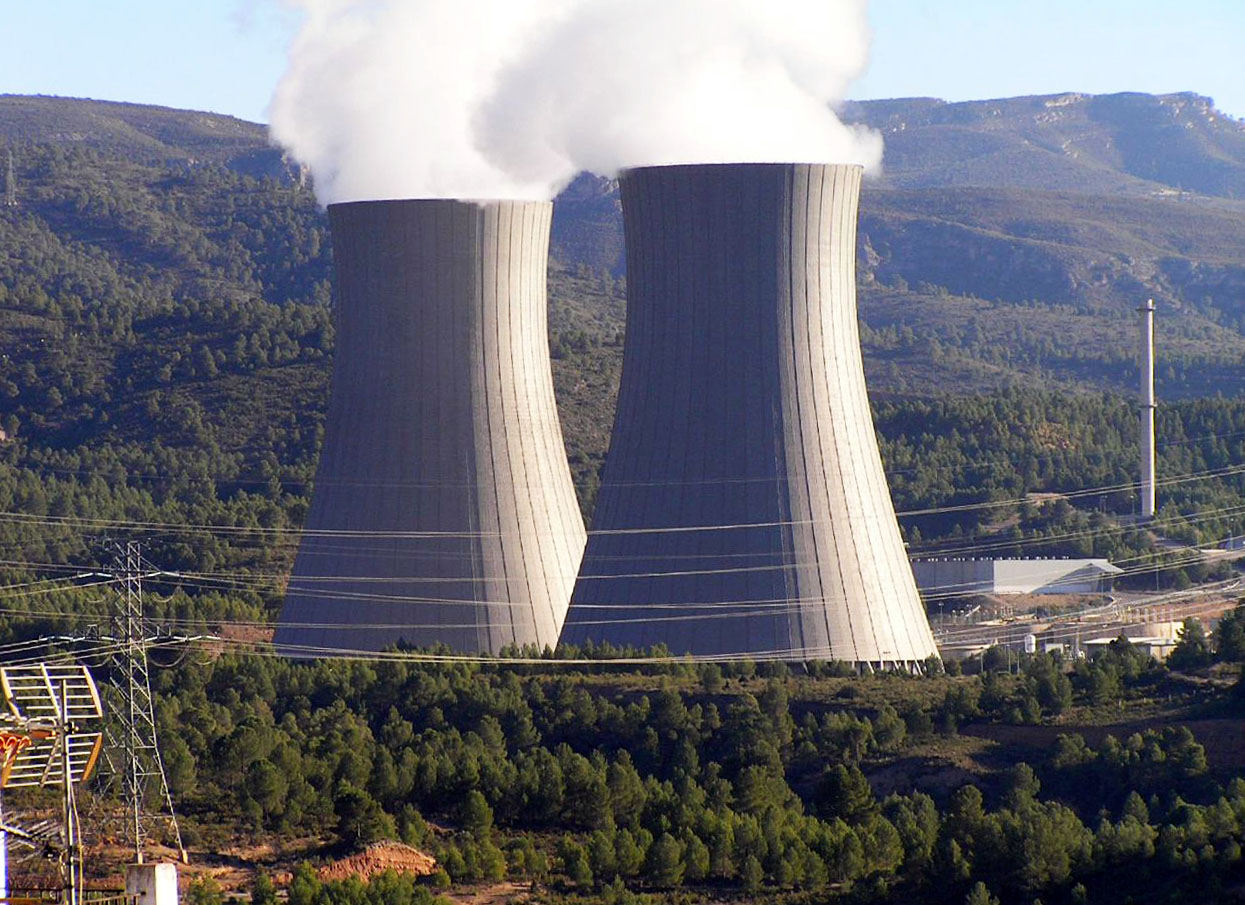
Tours de refroidissement de la centrale nucléaire de Cofrentes (1975-1983).

Dans le design
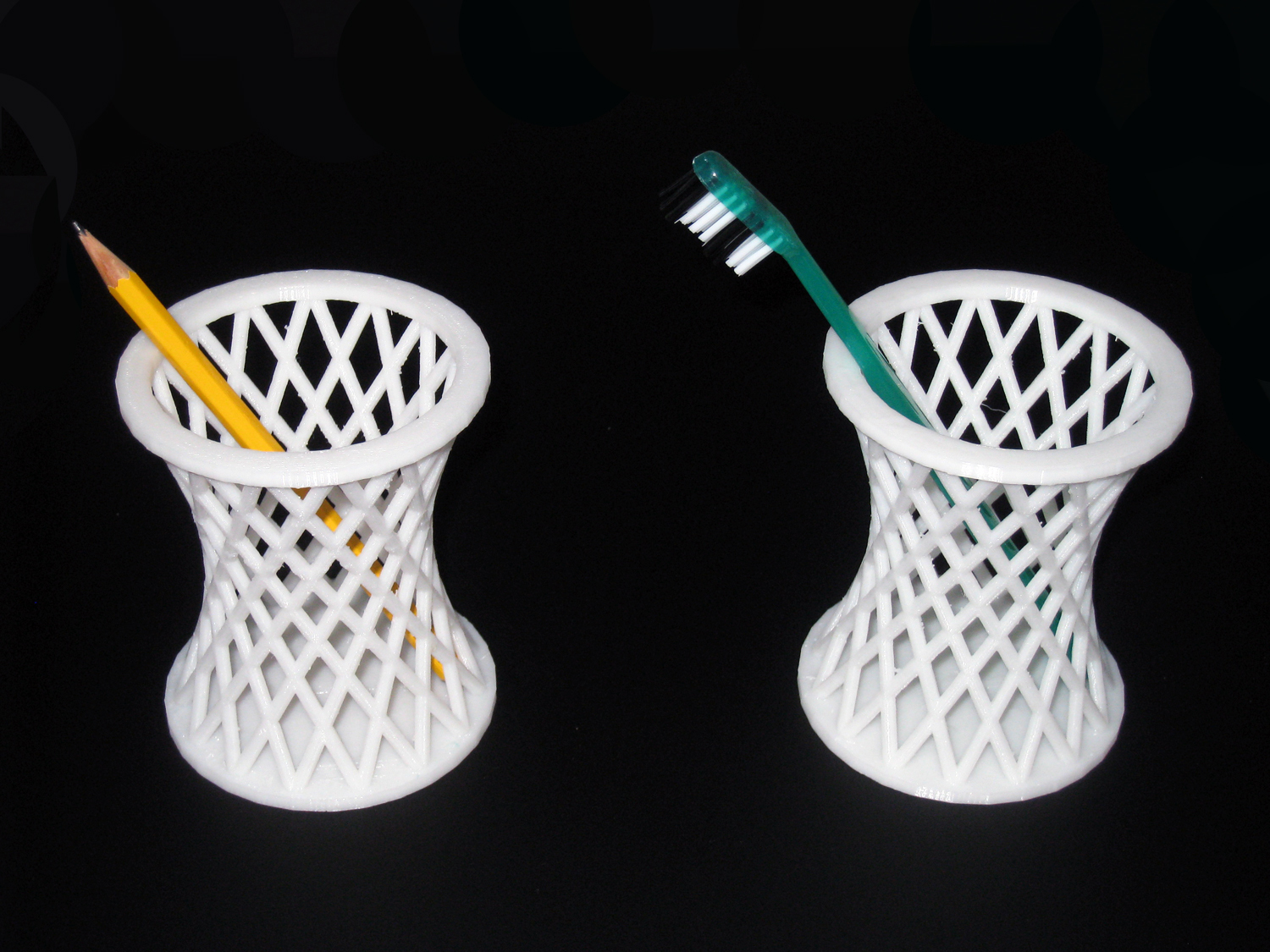
Gobelets avec rebords permettant la préhension.
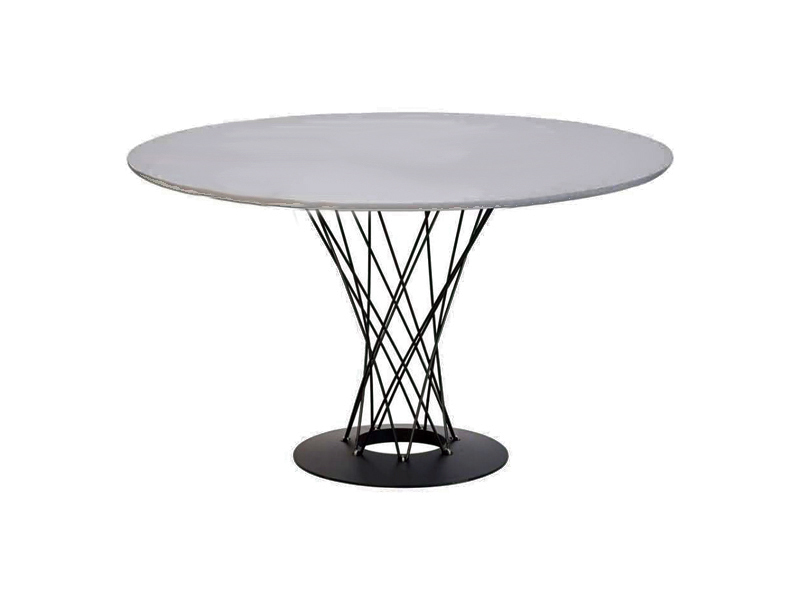
Table à pied porteur en compression par barreaux triangulés[4].